# 费尔南多·罗尔丹
维克托·路易斯·费尔南多·罗尔丹·坎波斯（西班牙語：Víctor Luis Fernando Roldán Campos，1921年10月15日—2019年6月23日），智利足球运动员，司职后卫，曾代表智利参加1950年FIFA世界杯。他效力于天主教大学竞技俱乐部。